# Le Noël du chemineau
Le Noël du chemineau è un cortometraggio del 1911 diretto da Camille de Morlhon.

## Trama
Alla vigilia di Natale, una bambina dice la sua preghiera e viene messa a letto dai propri genitori. Nei dintorni si aggira un vecchio barbone disperato che chiede l'elemosina a una coppia ma viene violentemente allontanato. Il vecchio non si dà pace, vede una finestra aperta e si intrufola furtivamente all'interno dell'abitazione. Una volta entrato strappa una tenda per metterci la refurtiva ma la bambina che si trova nella stanza adiacente viene svegliata dai rumori del ladro. La bambina crede che sia colui che gli ha portato i doni ma essendo vestito da straccione corre nell'armadio e gli porta dei vestiti nuovi. Commosso dal gesto della bambina, se ne va lasciando la refurtiva. 